# Volta (jezero)
| Pogled iz svemira (travanj 1993.) |  | Pogled iz svemira (travanj 1993.) |
| Pogled iz svemira (travanj 1993.) |  | Sliv Volte                        |

Jezero Volta je po površini najveće umjetno jezero na svijetu, površine oko 8.502 km2. Nalazi se u cijelosti u afričkoj državi Gani. Jezero Volta nastalo je izgradnjom brane Akosombo na rijeci Volti. Izgradnja brane je završena 1965. godine. Brana je južna granica jezera, a 520 km uzvodno je sjeverna granica jezera grad Yapei.

## Vanjske poveznice
- (en) Enciklopedija Britannica, članak "Lake Volta"